# Château de Tarascon
Pour les articles homonymes, voir Château du roi René.
Le château de Tarascon — Centre d'art René d'Anjou — est un ancien château fort qui se dresse sur la commune française de
Tarascon, en bordure du Rhône, dans le département des Bouches-du-Rhône en région Provence-Alpes-Côte d'Azur. Reconstruit dans la première moitié du XVe siècle dans un style alliant gothique et renaissance, il sera le lieu de prestiges, de rencontres, de fêtes du roi René qui y séjournera fréquemment. Ce château servira également de havre de paix pour Jacques Coeur fugitif après sa condamnation à mort prononcé par Charles VII.

## Localisation
Le château se dresse à sur la commune de Tarascon, dans le département français des Bouches-du-Rhône. Jusqu'en 1481, il contrôlera la frontière politique du Rhône qui coule à ses pieds. Du haut de ses 45 mètres, il domine le paysage au nord d'Arles.

## Historique

### Un premier château
À cet emplacement s'élevait un premier château, il a vraisemblablement été édifié par Roubaud II, marquis de Provence, entre 994 et 1010. Ce château, partiellement détruit puis reconstruit, fut occupé au milieu du XIIIe siècle par Charles d’Anjou, comte de Provence et frère de Louis IX, roi de France. Ce château est restauré, en 1291, par son fils Charles II dit « le Boiteux ». En 1367, le duc Louis d'Anjou, gouverneur du Languedoc et frère du roi de France Charles V, veut profiter de l’éloignement du pape Urbain V qui s'était rendu à Rome et de l'absence de la reine Jeanne, comtesse de Provence, pour substituer son pouvoir à celui de la reine. Cette entreprise était une nouvelle manifestation de l'ambition française sur la Provence. Le duc d'Anjou trouve un capitaine en la personne de Bertrand Du Guesclin qui vient d'être libéré en décembre 1367 après sa capture à la bataille de Nájera. Du Guesclin se met en marche le 26 février 1368 avec 2 000 hommes et met le siège devant Tarascon le 4 mars 1368. La ville est bloquée de toute part. Les trébuchets font plusieurs victimes dont le clavaire de Tarascon, Martin Champsaur. La ville de Tarascon capitule le 20 ou 22 mars 1368, mais sera reprise en septembre 1370.

### Le château actuel
À son retour d'Italie, Louis II d'Anjou, comte de Provence, fait entreprendre le 27 novembre 1400 la reconstruction du château à l'emplacement qu'il occupait. Les travaux avancent rapidement, mais sont interrompus quelques années plus tard et sont repris de 1428 à 1435 par son fils Louis III d'Anjou.

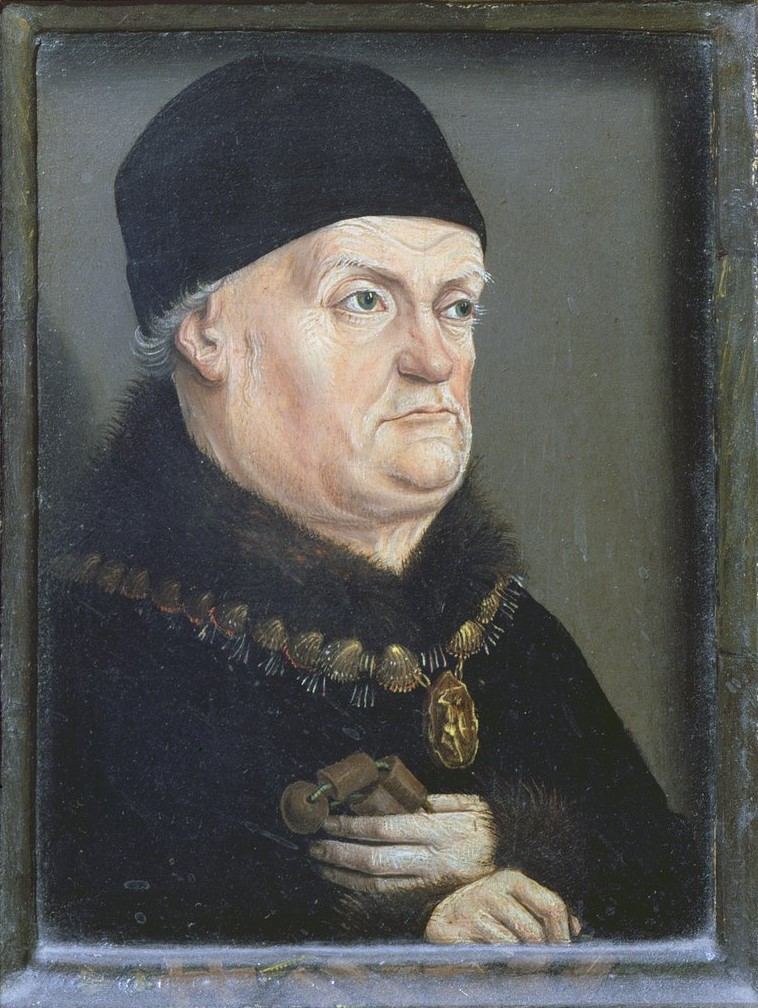
Le roi René d'Anjou.

L'architecte était Jean Robert auquel furent adjoints les sculpteurs Simon de Beaujeu et Jacques Morel. Les matériaux furent empruntés à des carrières de Beaucaire. Le roi René n'y apporta que de petites modifications de 1447 à 1449 sous la conduite de Jean de Serocourt et Regnault de Serocourt, capitaine et lieutenant de Tarascon, afin de le rendre plus habitable et fit placer son buste et celui de la reine Jeanne de Laval dans une niche de la cour d'honneur. En 1471, Tarascon est équipé de vingt bombardes et de trois autres pièces d'artillerie. Elles étaient probablement positionnées sur les terrasses qui couronnent le château. À la fin de son règne, le roi René fit entreprendre de 1476 à 1479 encore quelques travaux tels que le remplacement du pont-levis par un pont fixe.
Après 1481, le château ne sert qu'occasionnellement aux agents du roi. Du XVIIIe siècle à 1926, le château sert de prison, notamment pour des marins ennemis. Les déprédations causées par cette utilisation sont réparées par les architectes Henri Antoine Révoil et Jean Camille Formigé. C'est au cours de ces restaurations que le crénelage est rétabli.

## Description

Légende : 1- Cour d'entrée ; 2- Pont ; 3- Cour d'Honneur ; 4- Escalier d'honneur ; 5- Donjon ; 6- Tour de l'Horloge ; 7- Tour des Chapelles ; 8- Grande chapelle ; 9- Chapelle des Chantres ; 10- Tour du sud-ouest ; 11- Paneterie ; 12- Salle des festins ; 13- Tour de l'Artillerie ; 14- Accueil ; 15- Garde-manger ; 16- Échansonnerie ; 17- Paneterie ; 18- Saucerie ; 19- Fruiterie ; 20- Basse-cour ; 21- Tour Marie ; 22- Tour ; 23- Tour d'escalier du chemin de ronde.

Le château est bâti sur un îlot rocheux en bordure du Rhône qui le longe d'un côté tandis qu'un fossé taillé dans le roc pouvant recevoir les eaux du Rhône le sépare de la ville. Il se compose de deux parties bien distinctes : au nord, la basse-cour, réservée aux communs et aux hommes d'armes, et au sud, le logis proprement dit. On pénètre dans le château par une porte ouverte entre la première tour carrée de la basse-cour et la tour ronde dite de l'Horloge. On accède ainsi à une cour fermée, située entre la basse-cour et le château seigneurial, ce qui constitue une véritable souricière en cas d'attaque.

### La basse-cour
Cette partie est formée d'un massif polygonal irrégulier entièrement entouré d'une muraille moins haute que celle du château. Trois tours barlongues le flanquent vers la ville tandis qu'une tour plus petite est placée du côté du Rhône.
Les communs ont été aménagés pour abriter l'apothicairerie de l'hôpital Saint-Nicolas. Plus de deux cents pots en faïence de Saint-Jean-du-Désert et de Montpellier y sont exposés dans une boiserie du XVIIIe siècle.

### Le logis seigneurial

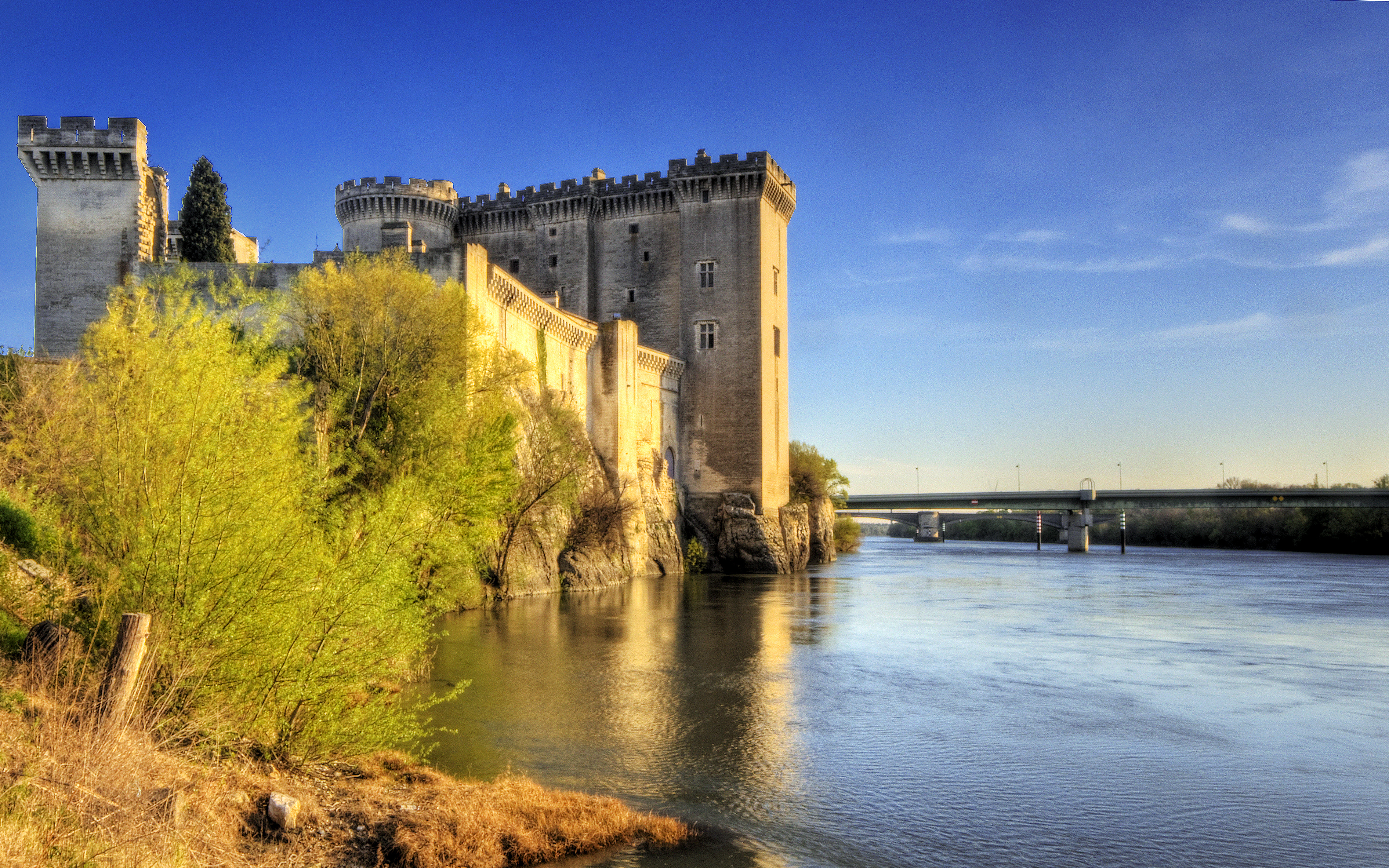
Vue depuis la rive nord.

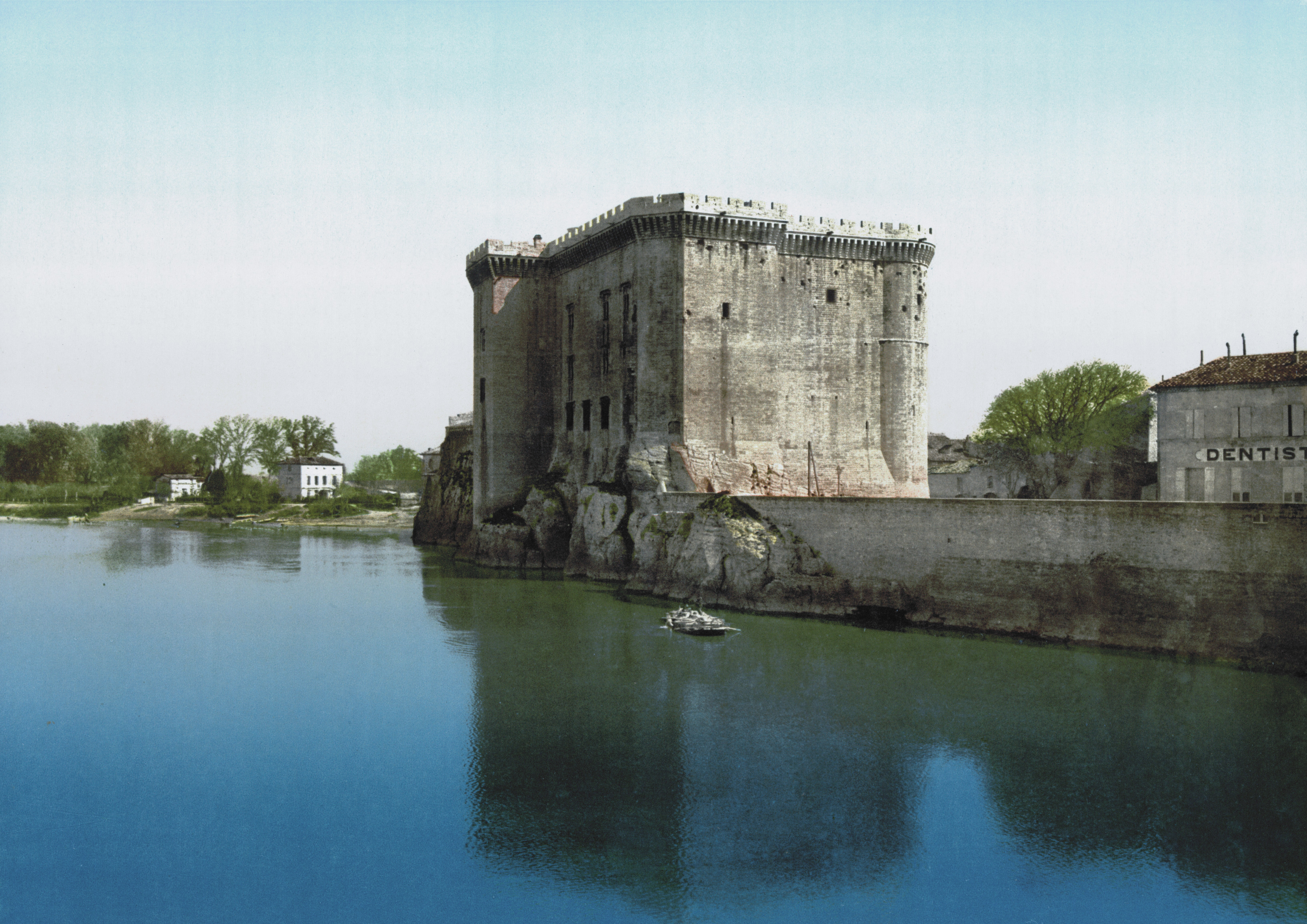
Le château vers 1890–1900.

C'est le château proprement dit, constitué d'une muraille de 3 à 4 m d’épaisseur et de 45 m de haut avec deux tours rondes (tour de l'Horloge et tour des Chapelles) à l'est et deux tours carrées à l'ouest côté Rhône. Les architectes avaient adopté, pour la façade la plus exposée, des tours rondes plus résistantes et faciles à défendre que les tours carrées. Cette survivance de l'emploi des tours carrées, à une époque où dans le reste de la France on y avait renoncé, marque un certain archaïsme. Une des caractéristiques de ce château est d'avoir des courtines de même hauteur que les tours qu'elles relient créant ainsi un niveau de défense et de circulation continu : c'était une tendance déjà ancienne qu'on trouve par exemple à la Bastille de Paris.
Au centre du château se trouve la cour d'honneur autour de laquelle s'élèvent les bâtiments d'habitation, qui comportent trois étages dont les deux premiers sont plafonnés à la française, le dernier étant voûté. Ils sont desservis par des escaliers à vis, dont le principal se trouve incorporé dans une tourelle en saillie bien visible sur la façade orientale de la cour intérieure. Cette dernière est relativement petite par rapport à la hauteur des bâtiments qui l'entourent. Sur le côté oriental de cette cour se trouve l'escalier polygonal, et sur la façade sud la niche abritant les bustes du roi René et de la reine. Ces bustes, mutilés à la Révolution, sont probablement l'œuvre de Francesco Laurana.
La tour des chapelles, semi-circulaire, de la première moitié du XVe siècle, doit son nom à deux chapelles superposées se trouvant l'une au rez-de-chaussée et destinée aux employés, l'autre au deuxième étage réservée au seigneur. La chapelle basse ou « chapelle des Chantres », de forme rectangulaire, se termine par une abside semi-circulaire logée dans la tour. Les deux travées ont des voûtes d’ogive. La voûte du chœur comporte huit branches qui rayonnent à partir d'une clef sculptée représentant le couronnement de la Vierge. La chapelle haute ou « grande chapelle » a les mêmes dimensions. Elle est cependant moins haute et son abside ne comporte que six branches d'ogives. Ces chapelles n'ouvrent vers l'extérieur que par des meurtrières afin de ne pas affaiblir la défense.
L'aile méridionale n'a pas de fenêtre côté sud, car elle est la plus exposée en cas d'attaque. Les seules fenêtres donnent sur la cour d’honneur. Elle est desservie par un escalier à vis situé dans la tour du Rhône (angle sud-ouest) qui présente un pan coupé. L'aile ouest en bordure du Rhône ne nécessitait pas les mêmes précautions pour la défense, d'où la présence de grandes fenêtres donnant sur le Rhône. Cette aile ne comprend à chaque étage qu'une seule grande salle destinée aux réceptions, cérémonies et banquets.
Comme dans toutes constructions à des fins militaires, la décoration est réduite à peu de choses[réf. nécessaire]. Cependant les voûtes d'ogives reposent sur des consoles sculptées : chimères, aigles, chauves-souris, etc.
Le château possède de nombreux décors peints de la première moitié du XVe siècle représentant soit des animaux classiques (ours, cerfs, éléphants), des animaux fantastiques (parfois sexués), des humains (musicien, noble dame, personnages paillards). On retrouve ses thématiques dans le décor sculpté (combattants, personnages grimaçants, etc.).

## Les graffitis du château de Tarascon

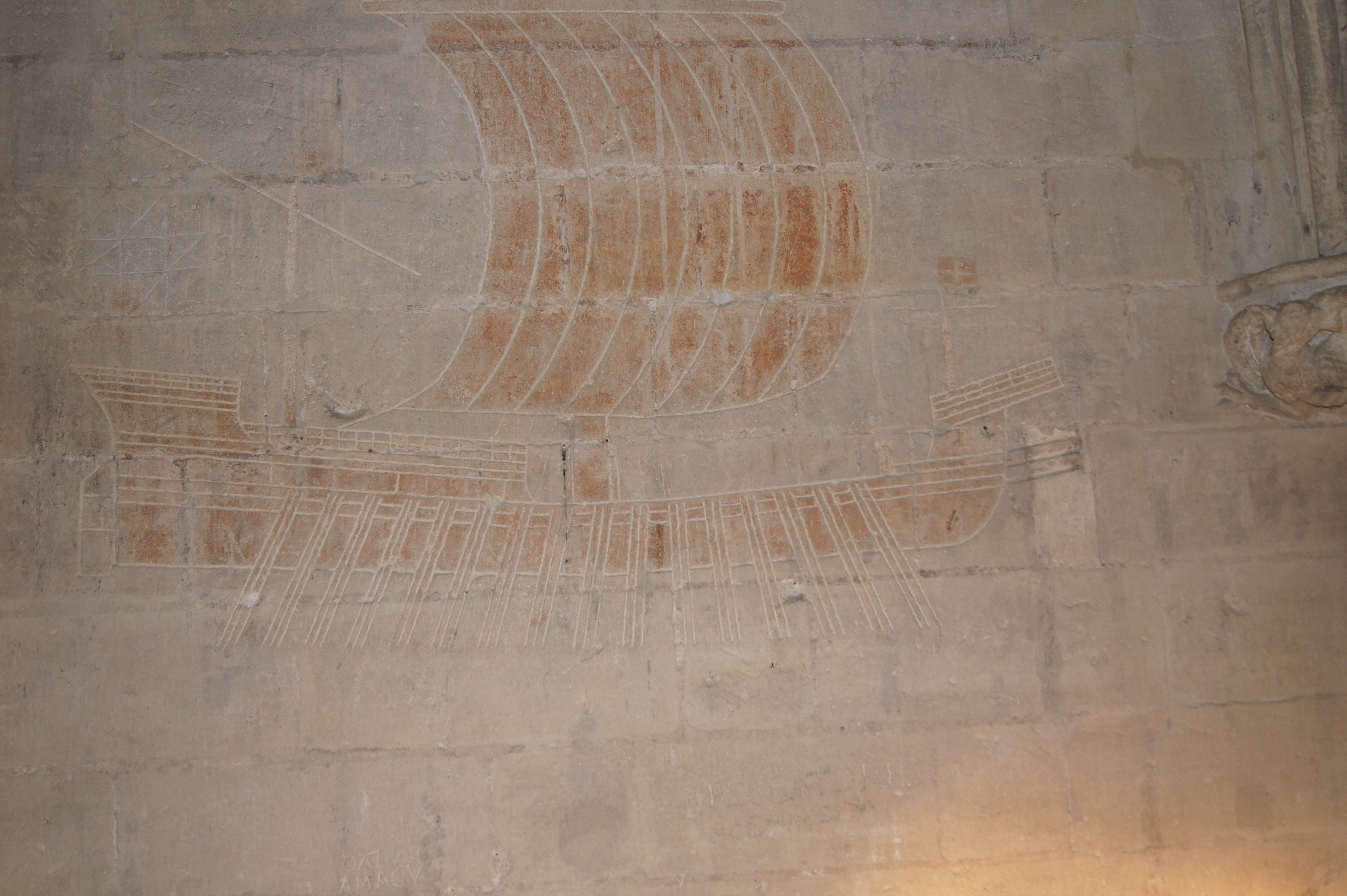
Graffiti d'une galère dans le château de Tarascon.

De nombreux graffitis sont présents dans l'ensemble des pièces du château, y compris dans les salles d’apparat et les communs puisque le château a été utilisé comme prison à partir du XVIIe siècle. Le recensement des inscriptions a permis de dresser une typologie des prisonniers : nationalité des détenus, provenance ou jour de leur emprisonnement.
Une des chambres du château, utilisée comme cachot au XVe siècle, est remarquable du fait du nombre de graffitis de bateaux médiévaux et galères de combat, gravés par un ou des marins catalans, prisonniers du roi. La pièce possède aussi des graffitis à caractère religieux (Livre de Job) et profanes (jeu d'échecs).

## Cinéma et télévision
Le château de Tarascon, proche architecturalement de l'ancienne forteresse de la Bastille à Paris, a servi de doublure à la fameuse prison dans le film La Révolution française de Robert Enrico (1989).
Le 23 août 2020, le château a été le décor d'un tournage pour la série Draculi & Gandolfi de Guillaume Sanjorge.

## Représentations

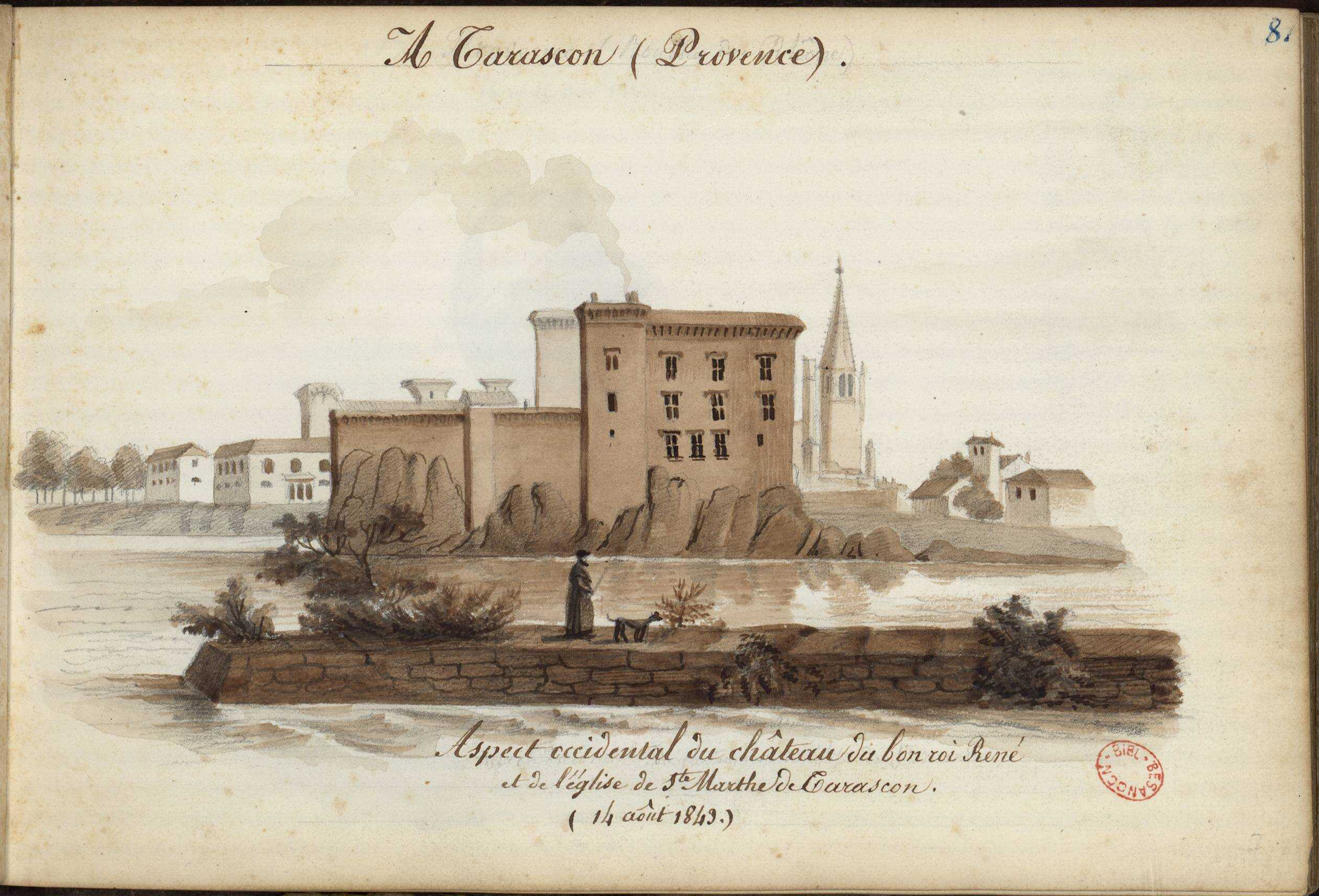
Dessin du château de Tarascon réalisé par Désiré Monnier en 1849

Le château de Tarascon a également suscité l'intérêt de Désiré Monnier, érudit franc-comtois, folkloriste et passionné d'archéologie. En 1849, alors qu'il entreprend un voyage en Italie, ce dernier s'arrête à Tarascon le 14 août. Il réalise alors dans son carnet (huitième volume, aujourd'hui conservé à la bibliothèque municipale de Besançon), un dessin de la façade occidentale du château et de ce qui l'entoure. 